# アピセ・関
アピセ・関（アピセ・せき）は、岐阜県関市にある公共施設。2003年（平成15年）4月1日開設。
スポーツ、文化及び教養の総合施設である。

## 概要
アピセ（APS）は、「Amenity」「People」「Square」の頭文字を合わせて名付けられたもので、市民が集う快適な広場を意味する。
指定管理者制度を導入しており、指定管理者は関市施設運営TP共同企業体である。
建物は1989年（平成元年）10月1日竣工。竣工当時の名称は関勤労者総合福祉センターであり、アピセ・関は当時からの愛称である。2003年（平成15年）4月1日に正式名称をアピセ・関とし、改めて開設。
2020年（令和2年）11月1日より休館。エレベーターの新設、多目的ホールの耐震工事、空調機器の更新、第3研修室の新設などの大規模改修工事を実施し、2021年（令和3年）8月1日にリニューアルオープンした。

## 施設概要
- 1階
  - 多目的ホール
  - 第1会議室
  - 第3研修室
- 2階
  - 第1研修室
  - 第2会議室
  - 第2研修室
  - 文化教養室

## 利用案内
- 使用時間：9:00 - 21:30[2]
- 休館日：火曜日（その日が休日の場合は開館）、休日の翌日、年末年始（12月29日 - 1月3日）[2]

## 交通アクセス

### 公共交通機関
- 長良川鉄道越美南線「せきてらす前駅」下車、徒歩で約5分。
- 岐阜バス「栄町1丁目」バス停下車、徒歩で約5分。
- 関市内巡回バス「関郵便局前」バス停下車、徒歩で約3分。

### 自動車
- 東海北陸自動車道関ICより車で約10分。

## 周辺施設
- 関郵便局
- 安桜保育園
- せきてらす前駅
- 関市勤労会館